# Apion pisi
Apion pisi är en skalbaggsart som först beskrevs av Fabricius 1801.  Apion pisi ingår i släktet Apion, och familjen spetsvivlar. Arten är reproducerande i Sverige.